# Aonach Beag (Ben Alder)
Aonach Beag är ett berg i Storbritannien.   Det ligger i kommunen Highland och riksdelen Skottland, i den norra delen av landet, 600 km nordväst om huvudstaden London. Toppen på Aonach Beag är 1 116 meter över havet, eller 117 meter över den omgivande terrängen. Bredden vid basen är 0,67 km. Aonach Beag ingår i Beinn Pharlagain.
Terrängen runt Aonach Beag är huvudsakligen kuperad. Trakten runt Aonach Beag är nära nog obefolkad, med mindre än två invånare per kvadratkilometer. Trakten runt Aonach Beag består i huvudsak av gräsmarker.